# Santa Maria da Serra (kommun)
Santa Maria da Serra är en kommun i Brasilien.   Den ligger i delstaten São Paulo, i den sydöstra delen av landet, 800 km söder om huvudstaden Brasília. Antalet invånare är 5 418.
Följande samhällen finns i Santa Maria da Serra:
- Santa Maria da Serra

Omgivningarna runt Santa Maria da Serra är huvudsakligen savann. Runt Santa Maria da Serra är det ganska glesbefolkat, med 38 invånare per kvadratkilometer.